# ماریان وردل
 ماریان وردل (انگلیسی: Marianne Werdel؛ زادهٔ ۱۷ اکتبر ۱۹۶۷) یک تنیس‌باز اهل ایالات متحده آمریکا است.